# Paralastor infimus
Paralastor infimus är en stekelart som beskrevs av Perkins 1914. Paralastor infimus ingår i släktet Paralastor och familjen Eumenidae. Inga underarter finns listade i Catalogue of Life.